# エドウィン・バークレー
エドウィン・ジェームズ・バークレー（英語: Edwin James Barclay, 1882年1月5日 - 1955年11月6日）は、西アフリカのリベリアの政治家。詩人、作曲家。第18代大統領（1930年 - 1944年）。

## 生涯
父は国務長官だったアーネスト・バークレーで、叔父はリベリア第14代大統領を務めたアーサー・バークレーである。バークレーの父方の祖父は1854年に西インド諸島のバルバドスからリベリアに渡った入植者だった。
1909年19歳の時に、リベリアの国家賛美歌Lone Star Foreverを作曲している。ホイッグ党の党員として政治家になり、1920年チャールズ・D・B・キング大統領の下、外務大臣や外交通商部官長を務めた。
1930年にキングと副大統領のアレン・ヤンシーら政府高官が現地部族の労働者を強制的に船積みにし、スペイン領フェルナンド・ポー島（現赤道ギニアのビオコ島）でのカカオ農園の強制労働として、奴隷貿易の様な行為していると言うスキャンダルが発生した。国際連盟が調査に乗り出し、このスキャンダル事件で、バークレーは国務長官を辞任し、キングとヤンシーも辞任。キングの後継者としてバークレーが大統領となった。調査を担当したクリスティ委員会はリベリアは「有能かつ思いやりのある白人の統治」に置かれるべきと連盟に報告した。
連盟の是正勧告を受けたバークレーは現地部族の労働力の輸出や強制労働を廃止し、ファイアストン社と関係を築こうとした。翌年の1931年バークレーは大統領として選ばれた。バークレーは1864年作られたポートエリン法と言う国内での外国人の経済活動を制限する法を廃止し、1930年代始めにドイツ、オランダ、デンマーク、ポーランドの投資家とコンセッション条約により調印した。
1930年代の世界恐慌でリベリアは経済破綻の危機に陥った。接続的な融資の返済は不可能な状態になり、ローン返済に追われた。政府の検討の為の銀行融資とファイアストン社から要請されていた。ローン返済の為にファイアストン社がやっていた砲艦外交を利用してアメリカと交渉しようとしたが、リベリアの内政干渉は受け入れられないとフランクリン・ルーズベルト大統領が拒否した。フランスやファイアストン社がリベリアの土地保有によるクーデター未遂事件を積極的に行動を起こし、多くの土地を所有した。またドイツ主権の国際連盟がリベリアへの財政援助に乗り出したこれはリベリアの独立性を廃止しバークレー政権及びリベリア政府の主権を侵害する様な国際連盟の支援計画であった。リベリアの案を受け入れる事を拒否し、アメリカなど主要国はバークレー政権の認識を撤回した。後にバークレーは国際連盟の提案されていた対策を実施し、1934年にフランクリン・ルーズベルト大統領のアメリカと外交関係を修復した。
1937年にドイツの投資家とコンセッション条約を結んでいたが国内でのナチス政権と批判され、アメリカの圧力によりバークレー大統領はドイツの投資家との条約は撤回した。1942年にはアメリカと防衛条約を調印。1943年ロバーツポートでのアメリカ軍の滑走路や港施設など建設され、1月27日フランクリン・ルーズベルトがカサブランカ会談後にリベリアに訪問し、バークレーが出迎えた。またバークレーは5月27日にアメリカ議会の前に名誉ゲストとして表示される最初の黒人男性にもなった。1944年にバークレーは大統領職を引退し、ウィリアム・タブマンが後を引き継いだ。
| 公職                          | 公職                                                        | 公職                              |
| ----------------------------- | ----------------------------------------------------------- | --------------------------------- |
| 先代 チャールズ・D・B・キング | リベリア共和国大統領 第18代：1930年12月3日 – 1944年1月3日   | 次代 ウィリアム・タブマン         |
| 先代 チャールズ・D・B・キング | リベリア共和国国務長官 第26代：1920年1月5日 – 1930年12月3日 | 次代 ルイス・アーサー・グライムズ |